# ساوت پاسادنا (فلوریدا)
ساوت پاسادنا (به انگلیسی: South Pasadena) شهری در شهرستان پاینلاس ایالت فلوریدا است که در سال ۱۹۵۵ بنیان‌گذاری شده‌است. این شهر طبق سرشماری سال ۲۰۱۰ میلادی، ۴٬۹۶۴ نفر جمعیت داشته و مساحت آن نیز ۳٫۰ کیلومتر مربع است.